# Tendón de la corva
El tendón de la corva se encuentra en la parte opuesta al cuádriceps, en la parte posterior. Es un tendón que compone de tres músculos: el bíceps femoral, el semimembranoso y el semitendinoso, que unen el isquion (que es el hueso en que se insertan en los glúteos, es decir, el que apoyamos cuando estamos sentados) con la tibia y el peroné, y se localiza en la parte posterior de la rodilla o zona poplítea. Su función es la de flexionar y rotar la rodilla lateralmente y extender el muslo.
- Datos: Q2890748